# Manuel Alvar
Manuel Alvar López (n. 8 iulie 1923, Benicarló⁠(d), Comunitatea Valenciană, Spania – d. 13 august 2001, Madrid, Spania) a fost un lingvist spaniol, membru de onoare al Academiei Române (din 1991).

## Opera
- El habla del campo de Jaca, 1948,
- El dialecto riojano, Madrid, Gredos, 1976,
- Estudios sobre el dialecto aragonés [sic], CSIC, 1987,
- Atlas Lingüístico y Etnográfico de Andalucía (ALEA),
- Atlas Lingüístico y Etnográfico de las Islas Canarias (ALEICan),
- Atlas Lingüístico y Etnográfico de Aragón, Navarra y Rioja (ALEANR),
- Léxico de los Marineros Peninsulares (ALMP),
- Atlas Lingüístico y Etnográfico de Santander (ALESan),
- Atlas Lingüístico de España y Portugal (ALEP),
- Atlas Linguarum Europae (ALE),
- Atlas lingüístico de Castilla y León
- Atlas Lingüístico de Hispanoamérica (ALH).
- Manual de dialectología hispánica: el español de América, Barcelona, Ariel, 1996,
- Manual de dialectología hispánica: el español de España, Barcelona, Ariel, 1996,
- El mundo novelesco de Miguel Delibes, Madrid, Gredos, 1987.

În total, a fost autorul al aproape 170 de cărți și al peste 600 de articole științifice.

## Distincții
Manuel Alvar a fost distins cu titlul de membru de onoare al mai multor academii spaniole, europene și americane, între care Academia Română (din 1991). A fost doctor honoris causa al numeroase universități spaniole și străine.